# Un homme sanguin
Un homme sanguin est une comédie-vaudeville en un acte d'Eugène Labiche, représentée pour la première fois à Paris au théâtre du Gymnase le 15 août 1847.
- Collaborateur : Auguste Lefranc.
- Éditions Beck

## Distribution
| Acteurs et actrices ayant créé les rôles |                   |
| Personnage                               | Acteur ou actrice |
| Chalabert                                | Landrol           |
| Rançonnet, médecin                       | M. Sylvestre      |
| Lardillon, sculpteur                     | M. Perez          |
| Buchard, modèle                          | Achard            |
| Marguerite, domestique                   | Anna Chéri        |